# Флориан Дик
Флориан Дик (на немски: Florian Dick) е германски футболист роден на 9 ноември 1984 в Брухзал.

## Кариера
От 2003 до 2008 г. Флориан Дик играе за Карлсруе. Преди да постъпи в школата на баденския отбор през 1993 г., той е тренирал в Хамбрюкен. Защитникът си спечелва титулярно място в Карлсруе, който участва във Втора Бундеслига. През първите си два сезона Дик играе 56 мача и бележи един гол.
Сезонът 2006/07 е успешен за Карлсруе, които печелят класиране в Първа Бундеслига, и по-малко успешен за Дик, който получава тежка контузия преди края на шампионата. Късането на кръстни връзки оставя футболиста извън терена за около година. Флориан Дик записва дебюта си в Първа Бундеслига в 31. кръг срещу Херта Берлин. През март 2008 г. ръководството на Карлсруе оповестява, че договорът на Дик няма да се поднови, което означава, че играчът няма повече спортни перспективи в клуба.
Играчът преминава в Кайзерслаутерн за старта на сезона 2008/09 във Втора Бундеслига.

## Успехи
- Класиране в Първа Бундеслига с Карлсруе (2007)